# Cronaca di Arbela
La cronaca di Arbela è un testo di storia scritto in lingua siriaca, pubblicato per la prima volta da Alfonso Mingana (Hurmizd Mingana) nel 1907. L'editore lo attribuiva allo scrittore Mšiḥā-zkā, la cui Storia ecclesiastica è menzionata nel catalogo dei libri di Abdisho bar Berika (o Ebedjesu) di Nisibi. La cronaca racconta la storia dei vescovi di Arbela, l'odierna Arbil, capitale dell'Adiabene, dalla fondazione della sede ecclesiastica ad opera di Pkidha, presentato come discepolo di Addai di Edessa, fino alla morte di Hnana, ventesimo vescovo, avvenuta tra il 544 ed il 554; questo fa supporre che l'autore della cronaca abbia scritto la sua opera verso la metà del VI secolo, benché la cronaca sia monca all'inizio e alla fine. Molti dei vescovi menzionati subirono il martirio, cosa che avvicina la cronaca ad un martirologio.

## Critica
(Ilaria Ramelli, op. cit., p. 7)
Questo testo fu considerato da molti orientalisti come un'opera preziosissima, fino a che non iniziarono a sorgere dei dubbi sulla sua autenticità, avanzati dapprima dal bollandista Paul Peeters, poi dal gesuita Ignacio Ortiz de Urbina. Nel 1941 il domenicano Jacques-Marie Vosté rivelò che Alfonso Mingana aveva fatto aggiungere il nome di Mšiḥā-zkā. Infine l'orientalista tedesco Julius Assfalg esaminò l'unico manoscritto conosciuto e scoprì che si trattava di un falso, invecchiato artificiosamente, e che il testo editato da Mingana non corrispondeva esattamente a quello del manoscritto. Poco dopo, il domenicano Jean-Maurice Fiey denunciò che la Cronaca di Arbela era un falso fabbricato da Mingana e ricordò che per altri testi pubblicati dal Mingana erano stati sollevati dubbi di autenticità.
Tuttavia, nello stesso anno delle accuse di Fiey, lo studioso inglese Sebastian P. Brock stemperava le critiche contro la Cronaca, che a suo avviso non erano del tutto fondate. Ancora oggi però la Cronaca di Arbela non è considerata una fonte affidabile, benché sia stata rieditata nella collezione del Corpus Scriptorum Christianorum Orientalium; il suo editore, Peter Kawerau, afferma nell'introduzione che la Cronaca contiene molti dati storicamente affidabili. Nel 2001 Christelle et Florence Jullien, ricorrendo ad una critica testuale interna ed esterna, sono arrivati alla conclusione che la Cronaca non è difforme da opere analoghe e da altre fonti orientali, soprattutto il Synodicon orientale e gli Atti dei martiri persiani, e che la non autenticità del testo della Cronaca non è mai stata dimostrata positivamente. Infine, in uno studio apparso nel 2002, l'italiana Ilaria Ramelli giunge alla conclusione che la cronologia espressa dalla Cronaca è confermata da altre fonti orientali; l'autrice esclude che l'antico testo sia un falso del Mingana.

## Edizioni
- Alfonso Mingana, Sources syriaques, I, Mšiḥa-Zkha (Catalogue de'Ebēdjesu), Histoire de l'église d'Adiabene sous les Parthes et les Sassanides, Leipzig, 1907, p. 1-156 (testo siriaco e versione francese)
- Eduard Sachau, Die Chronik von Arbela. Ein Beitrag zur Kenntnis des ältesten Christentums im Orient, Berlin 1915
- Die Chronik von Arbela, ed. Peter Kawerau, Lovanii 1985 (Corpus Scriptorum Christianorum Orientalium, Syri, 468 t. 200, 1 testo siriaco fotostatico, 2 versione tedesca)